# 哈欽斯冰原島峰
75°39′S 68°10′W / 75.650°S 68.167°W
哈欽斯冰原島峰（英語：Hutchins Nunataks），是南極洲的冰原島峰，位於帕爾默地，處於利克山東北面22公里，屬於豪貝格山脈的一部分，海拔高度約1,200米，美國地質調查局根據測量和該國海軍的空中照片繪入地圖，現時由南極條約體系管理。